# Бунт в Александрии (2005)
Бунт в Александрии — антихристианский бунт в египетском городе Александрия, произошедший 21 октября 2005 года. Группа мусульман собралась у коптской церкви имени Святого Георгия для организации протеста против пьесы, которая, по их мнению, «оскорбила ислам». Бунт завершился гибелью трёх человек.

## Предшествующие события
Причиной протестов стала пьеса «Я был слеп, но теперь я вижу», поставленная в 2003 году в коптской церкви имени Святого Георгия. По её сюжету, юного копта пытаются завербовать исламские боевики, а потом они пытаются его убить.
За два дня до бунта, в среду 19 октября, при продаже дисков с пьесой мусульманин ударил ножом коптскую монахиню.

## Бунт
21 октября 2005 года, около 5 тыс. протестующих мусульман собрались у коптской церкви имени Святого Георгия. Протестующие кидали камни в здание церкви и в полицейских; позже, было подожжено несколько машин, перед тем, как полиция вмешалась и распылила слезоточивый газ. Были совершены десятки арестов.
В ходе протестов пострадали 20 человек, ещё 3 умерли. Один из погибших, согласно полиции, был затоптан во время давки, а также вдохнул слезоточивый газ.

## Реакция
По словам лидеров коптов-христиан, «пьеса изображает опасность экстремизма, а не ислама». Коптский епископ Армия высказал мнение, что «копты бы никогда не терпели бы тех, кто оскорбляет ислам». Его слова процитировало египетское новостное агентство MENA.
Министр внутренних дел Египта описал протестующих как «фанатичные элементы», которые «обострили негативную реакцию на пьесу». Его заявление было озвучено новостным агентством Associated Press.